# Stiriodes
Stiriodes là một chi bướm đêm thuộc họ Noctuidae.

## Loài
- Stiriodes demo (Druce, 1889)

## Former species
- Stiriodes edentata is now Azenia edentata (Grote, 1883)
- Stiriodes obtusa is now Azenia obtusa (Herrich-Schäffer, 1854)
- Stiriodes perflava is now Azenia perflava (Harvey, 1875)
- Stiriodes virida is now Azenia virida (Barnes & McDunnough, 1916)